# Olney São Paulo
Olney Alberto São Paulo  (Riachão do Jacuípe, 7 de agosto de 1936 — Rio de Janeiro, 15 de fevereiro de 1978) foi um cineasta brasileiro. Casado com a também cineasta Maria Augusta, era pai dos atores Ilya e Irving, do poeta e músico Olney São Paulo Junior e de Maria Pilar.

## Biografia
Filho de Joel São Paulo Rios e Rosália (Zali) Oliveira São Paulo, Olney fez os primeiros estudos em sua cidade natal. Perdeu o pai Joel aos sete anos de idade, e foi morar com seu avô, o tabelião Augusto Aclepíades de Oliveira, em Riachão do Jacuípe.
Em 1948, o avô levou Olney, sua mãe, Dona Zali,  e seus irmãos Valnei, Valdenei e Walneie, para morar em Feira de Santana que, neste período, já era o entreposto comercial mais importante do sertão baiano. Ali o menino continuou seus estudos no Colégio Santanópolis.
Algum tempo depois, D. Zali se casou novamente, e Olney ganhou mais três irmãos - Carlos Antônio, Colbert Francisco e Alberto Ulysses.  Olney se destacou no colégio, participando do grêmio, escrevendo sobre a cinema no jornal do colégio e foi escolhido orador da turma do ginásio.
A paixão pelo cinema nasceu com a chegada a Feira de Santana da equipe do diretor Alex Viany, em 1954, para filmar o episódio “Ana” do filme Rosa dos Ventos (Die Windrose), com roteiro de Alberto Cavalcanti e Trigueirinho Neto. Olney engajou-se na equipe durante todo o tempo em que esteve em Feira de Santana, e acompanhou as filmagens e atuou como figurante em algumas cenas. Em carta escrita a Alex Viany, em 5 de novembro de 1955, escreveu: “Eu sou um jovem que tem inclinação invulgar para o cinema. Porém, como neste mundo aquilo que desejamos nos foge sempre da mão, eu luto com incríveis dificuldades para alcançar o meu objetivo”.
Em 1955 foi redator do jornal "O Coruja". Sob o pseudônimo de Conde D'Evey escreveu sátiras e críticas ao colunismo social de Feira de Santana, na coluna Causerie, para desgosto da burguesia local. Escreveu também sobre literatura e artes. Também criou e dirigiu o programa “Cinerama” na Rádio Cultura de Feira de Santana, onde comentava filmes em exibição e novidades da produção mundial. Lecionou contabilidade pública e a organização técnica comercial na Escola Técnica de Contabilidade da cidade. No mesmo ano, foi aprovado no concurso do Banco do Brasil.  No ano seguinte, leitores ofendidos forçaram Olney a encerrar a coluna Causerie. O programa de rádio também chegou ao fim.
Na impossibilidade de realizar produções cinematográficas, escreveu sobre casos e fatos - alguns verídicos, outros imaginários - transformando-os em telenovelas e contos, escritos em estilo cinematográfico, abordando temas nordestinos - o misticismo, a magia do seu povo, personagens e histórias do sertão reconstruídas em narrativa linear, encadeadas à moda do cancioneiro popular -, registrando o linguajar regional do catingueiro.
Ainda em 1955, com o fotógrafo Elídio Azevedo, produziu seu primeiro curta-metragem - “Um crime na feira”. Com uma filmadora 16mm Kodak antiga e, coletando dinheiro entre os amigos, comprou os negativos. Filmou o roteiro em sequência linear, efetuando os cortes com as paradas na própria câmera, já que não dispunha de moviola. Finalizado entre 1956 e 1957, com dez minutos de duração, o filme foi exibido em clubes de Feira de Santana e outras cidades do interior da Bahia, acompanhando espetáculos teatrais que o próprio Olney organizava, pela Associação Cultural Filinto Bastos. Nessa época, Olney criou a Sociedade Cultural e Artística de Feira de Santana (SCAFS) e o Teatro de Amadores de Feira de Santana (TAFS).
Em maio de 1956 conquistou a menção honrosa do concurso de contos da revista “A cigarra”, do Rio de Janeiro, com o conto “Festim à meia-noite”. Em outubro do mesmo ano, conquistou outra menção honrosa, desta vez com o conto “A última História”.
Começou a se interessar pela obra de Jorge Amado. Escreveu-lhe algumas cartas entre 1956 e 1957, pedindo informações sobre o andamento das filmagens de algumas de suas obras.
Em 1958, Olney foi baleado pelas costas pelo amigo Luiz Navarro. Ambos disputavam a jovem Maria Augusta. Navarro disse que foi acidental. O ferimento perfurou seu pulmão esquerdo.
Em 1959, durante uma viagem a Maceió, no estado de Alagoas, adquiriu uma câmera Bell & Howell. Escreveu o roteiro do documentário “O Bandido Negro”, sobre um personagem da literatura popular, Lucas de Feira (1804-1849), chefe de um bando terrível, que assolou a região de Feira de Santana, realizando saques e assaltos e também lutou pela abolição da escravatura na Bahia. Escreveu também o roteiro do O vaqueiro das caatingas”, ambos os roteiros não concretizados por falta de recursos.

## Encontro com oCinema Novo
Em 1961, o diretor Nelson Pereira dos Santos foi a Feira de Santana com a intenção de realizar as filmagem de Vidas Secas, baseado no romance homônimo de Graciliano Ramos. Os planos foram modificados em razão das chuvas torrenciais que atingiram a região, e o diretor foi obrigado a improvisar um outro roteiro, que resultaria no filme Mandacaru Vermelho, rodado em Juazeiro, na Bahia. Nesse filme, o jovem Olney atuou como continuísta da produção, assistente de direção e produção, além de também compor o elenco. Terminada a filmagem, que se prolongou por Feira de Santana, Olney e Nelson tornaram-se grandes amigos. A experiência de Mandacaru Vermelho marcou de fato a integração de Olney ao grupo pioneiro de cineastas do Cinema Novo.
Na véspera do natal de 1961, casou-se com Maria Augusta Matos Santana. Ainda naquele ano, começou a escrever e dirigir a revista  literária, "Sertão" (1961-1963).
Em janeiro de 1962 nasceu seu primeiro filho, Olney São Paulo Junior. No mesmo ano, Olney participou como assistente de direção de O caipora, de Oscar Santana, rodado em Riachão do Jacuípe, nas Zonas de Pé-de-Serra, Chapada e Beira do Rio. Também na mesma época, em Salvador, estabelece contato com a geração liderada por Glauber Rocha.
A formação cinematográfica de Olney foi influenciada pelo neo-realismo italiano, e por filmes de guerra e western americanos. Seus principais inspiradores foram John Ford, Vittorio de Sica, Roberto Rosselini, Giuseppe De Santis, Augusto Genina e Pietro Germi. Estudou  também as idéias de Vsevolod Pudovkin, sobre montagem cinematográfica, e foi leitor dos escritos de Georges Sadoul, sobre a história do cinema.
Realizou seu primeiro longa metragem, O Grito da Terra, em 1964, abordando a realidade do nordeste brasileiro. Entre a pré-produção do filme e o início das filmagens, nasceu seu segundo filho Ilya Flayert. Nelson Pereira do Santos e Laurita dos Santos foram os padrinhos do menino. As filmagens iniciaram-se em novembro de 1963. Para compor a cenografia do filme, Olney contou com colaboração dos comerciantes de Feira de Santana, que emprestaram móveis, roupas de cama, utensílios e adereços. O figurino era constituído por roupas dos próprios atores ou emprestado por amigos.  A pré-estreia do filme ocorreu no dia 27 de novembro de 1964, com apresentação do o cineasta  Orlando Senna. Entre 1965 e 1967, o Grito-da-Terra foi exibido no Rio de Janeiro, Salvador, Aracaju e Recife. Participou do I Festival Internacional do Filme de Guanabara, do Festival do Cinema Baiano, em Fortaleza, e da Noite do Cinema Brasileiro, organizada pela embaixada dos Estados Unidos, em dezembro de 1965. No entanto, sofreu cortes pela Censura Federal, pois um personagem faz menção à volta do Cavaleiro da Esperança, Luiz Carlos Prestes, membro do Partido Comunista Brasileiro. Por conta do corte, o produtor Ciro de Carvalho, convidado pelo Itamarati, não aceitou que o filme representasse o Brasil em festivais internacionais. Os produtores receberam prêmio do governo de Carlos Lacerda, o que lhes possibilitou saldar dívidas bancárias e confeccionar uma nova cópia do filme, sem cortes, e exibi-la nos principais cinemas do nordeste.
"Manhã Cinzenta" foi realizado entre 1968 e 1969. Junto com Fernando Coni Campos, Olney decidiu registrar alguns acontecimentos da época, com sua câmera 16mm, a partir do seu conto homônimo, escrito em 1966, e da documentação feita por José Carlos Avellar, sobre protestos de rua. Para driblar a censura, confeccionou várias cópias do filme, enviando-as para cinematecas de outros países e para os festivais de Viña del Mar (Chile), Pesaro, Cannes e Mannheim.

## Prisão e censura
Na manhã do dia 8 de outubro de 1969 ocorreu o primeiro sequestro de um avião brasileiro, por membros da organização MR-8. O avião foi desviado para Cuba. Um dos sequestradores era membro da diretoria da Federação Carioca de Cineclubistas, presidida na época por Sílvio Tendler. “Manhã Cinzenta” foi exibido a bordo. Olney foi vinculado pelas autoridades brasileiras ao sequestro, sendo detido e levado para local ignorado, ficando incomunicável por doze dias. Liberado, em 5 de dezembro foi internado com suspeita de  pneumonia dupla. Em 25 de dezembro, muito debilitado psíquica e fisicamente, passou alguns dias com a família e foi internado novamente.
Os negativos e cópias de "Manhã Cinzenta" foram confiscados mas, uma das cópias do filme foi salva por Cosme Alves Neto, então diretor da Cinemateca do Museu de Arte Moderna do Rio de Janeiro, e ficou por vinte cinco anos escondida na Cinemateca do MAM. Assim, embora proibido no país pela Censura Federal, o filme foi exibido na Itália, no Festival de Pesaro, no Festival Internacional de Cinema de Viña del Mar, na Quinzena de Realizadores do Festival de Cannes, em 1970. Participou também da XIX Semana Internacional de Mannheim, conquistando  o prêmio de melhor média-metragem, e foi premiado no Festival de Oberhausen, na Alemanha, em 1972.
Olney realizou ainda, em 1970, o documentário O profeta de Feira de Santana, sobre o artista plástico Raimundo de Oliveira. A equipe era formada pelo produtor Júlio Romiti e Tuna Espinheira, como assistente de direção.
Em 11 de maio de 1971, nasceu a filha de Olney São Paulo, Maria Pilar.
Em 13 de janeiro de 1972, o Superior Tribunal Militar absolveu definitivamente o cineasta das acusações de subversão da ordem, relacionadas ao filme Manhã Cinzenta.
Apesar da saúde debilitada, ainda realizou "O Forte", baseado no romance de Adonias Filho, longa-metragem no qual se destaca a paisagem de Salvador, tendo como um dos protagonistas o sambista e ator Monsueto Menezes, que morreu durante a filmagem. O filme teve inúmeros problemas e as filmagens sofreram várias interrupções, que prejudicaram bastante a qualidade do resultado final. Com o filme "Pinto Vem Aí", sobre o ex-deputado Francisco Pinto, ganhou o prêmio Jornal do Brasil, em 1976.
Olney São Paulo morreu cedo, vítima de câncer do pulmão, aos 41 anos.

## Sobre o cinema de Olney São Paulo
De Glauber Rocha, em seu livro Revolução do Cinema Novo (Rio de Janeiro. Alambra/Embrafilme: 1981, p. 364):
"Olney é a Metáfora de uma Alegorya. Retirante dos sertões para o litoral – o cineasta foi perseguido, preso e torturado. A Embrafilme não o ajudou, transformando-o no símbolo do censurado e reprimido. "Manhã Cinzenta" é o grande filmexplosão de 1968 e supera incontestavelmente os delírios pequeno-burgueses dos histéricos udigrudistas (...) Panfleto bárbaro e sofisticado, revolucionário a ponto de provocar prisão, tortura e iniciativa mortal no corpo do Artysta. 
De Nelson Pereira dos Santos:
A imagem que guardo do meu compadre é uma síntese daquele documentário que ele fez sobre os sábios do tempo, os velhos sertanejos que dominam sistemas ancestrais de medição meteorológica [Sob o ditame do rude Almajesto: sinais de chuva (1976)]. Vejo-o de chapéu de couro, no raso da caatinga, conversando com os ventos, para saber de onde vêm e para onde vão.

## Filmografia
Curtas
- Um crime na rua (1955), 16 mm, 10 minutos,p&b, roteiro, direção e ator.
- O profeta de Feira de Santana (1970), 35 mm, 8 minutos, cor, roteiro, montagem, diretor e co-produtor.
- Cachoeira: documento da História (1973), 35 mm, 9 minutos, cor e p&b, roteiro, montagem, diretor e co-produtor.
- Como nasce uma cidade (1973), 35 mm, 10 minutos, cor e p&b, roteiro,direção e produção.
- Teatro brasileiro I : origem e mudanças (1975), 35 mm, 12 minutos, cor, roteiro e direção.
- Teatro brasileiro II: novas tendências (1975), 35 mm, 11 minutos, cor, roteiro e direção.
- Sob o ditame do rude Almajesto: sinais de chuva (1976),16 mm, 13 minutos, cor, roteiro e direção. Argumento: inspirado na crônica de Eurico Alves Boaventura. Câmera de Edgar Moura.
- A última feira livre (1976), 16 mm, cor, direção. Roteiro de Hermínio Lemos. Câmera de Edgar Moura.

Médias
- Manhã cinzenta (1969), 35 mm, p&b, 21 minutos, roteiro, direção e produção. Câmera de José Carlos Avellar.
- Pinto vem aí (1976), p&b, 25 minutos, roteiro e direção. Câmera de Edgar Moura.
- Dia de Erê (1978), 16 mm, 30 minutos, cor, roteiro e direção. Câmeras de Ronaldo Foster e Walter Carvalho.

Longas
- Grito da terra (1964), 35mm, 80 minutos,p&b. roteiro e direção. Argumento:romance homônimo de Ciro de Carvalho Leite. Câmera de Leonardo Bartucci. Trilha Sonora de Fernando Lona.
- O forte (1974), 35 mm, 90 minutos, cor, roteiro e direção. Argumento: romance homônimo de Adonias Filho.
- Ciganos do nordeste (1976), 16 mm, 70 minutos, cor, roteiro, direção e produção. Câmera de Edgar Moura. O filme foi concluído em 1978, depois da morte do cineasta, pelos amigos Orlando Senna e Manfredo Caldas, seguindo as orientações deixadas por Olney São Paulo.
- O Amuleto de Ogum (1974)